# 梅香隧道

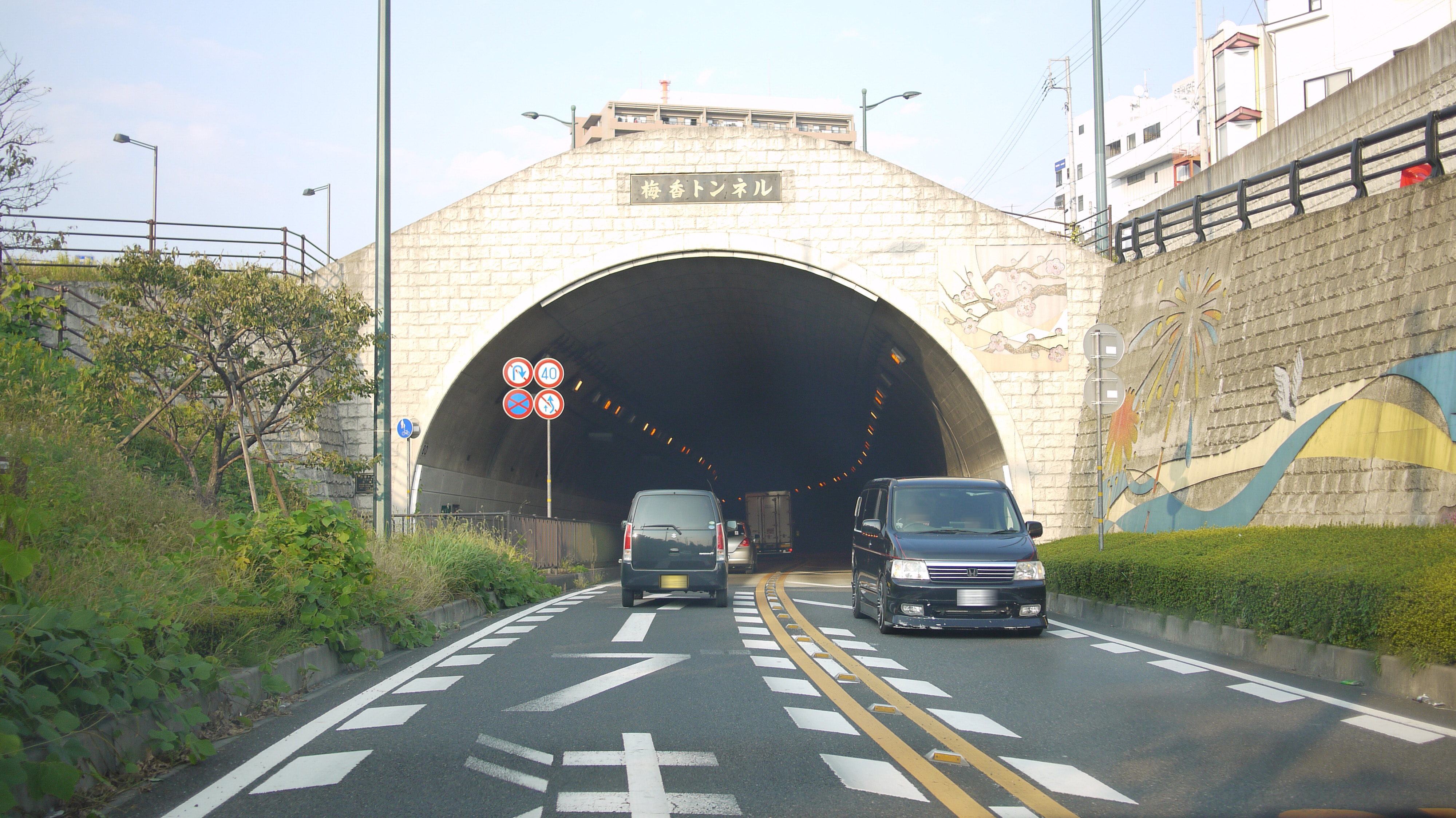
梅香一侧的隧道口

梅香隧道（日语：／）是日本国道349号上的一座公路隧道，位于茨城縣水戶市的中心市街地，全长607.4米，单洞双向二车道，1998年12月开工，2002年3月26日通车。